# 所罗巴伯
所罗巴伯（希伯來語：‎，Zərubbāvel；希腊语：ζοροβαβελ，Zŏrobabel）是犹大王国倒数第二位国王約雅斤的孙子。在波斯国王居鲁士大帝在位的第一年，所罗巴伯带领第一批犹太人（数目为42,360人），从巴比伦之囚中返回耶路撒冷（以斯拉记）。次年，所罗巴伯在耶路撒冷为第二圣殿创立了根基。穆斯林历史学家亚库比还将恢复摩西五经和先知书的恢复也归功于所罗巴伯，而不是以斯拉。此外对于他知道的很少。

## 名称
所罗巴伯这个名字，在希伯来语中可能是Zərua Bāvel（希伯來語：‎）的缩写，意为“巴比伦的一粒种子”，指在巴比倫怀孕或出生的孩子；或者是Zərûy Bāvel（希伯來語：‎），意为“巴比伦所扬的穀”，意为被流放到巴比伦。如果这个名字不是希伯来名字而是亚述-巴比伦名字，就成了Zəru Bābel，意为“巴比伦的子孙”，在巴比伦怀孕。“子孙”的希伯来语形式则是希伯來語：‎，Zera。

## 希伯来圣经

### 撒拉铁或毗大雅之子
希伯来圣经记载撒拉铁是約雅斤的次子。新巴比伦王国的国王尼布甲尼撒二世将最后一任犹大国王約雅斤和他的叔叔西底家放逐到巴比伦，并在那里杀死了西底家。于是，一旦王位恢复，撒拉铁成为王位潜在的合法继承人。
希伯来圣经中的几处经文对于所罗巴伯是撒拉铁的儿子还是毗大雅的儿子发生了冲突。几处经文明确地称为“撒拉铁的儿子所罗巴伯”。但是另一些经文却将所罗巴伯称为撒拉铁的侄子：約雅斤是撒拉铁和毗大雅的父亲，而毗大雅是所罗巴伯的父亲。
在恢复本的马太福音1章12节的注释中提到：所罗巴伯是撒拉铁弟兄毗大雅的儿子。所罗巴伯不是撒拉铁的儿子，而是他的侄侄子，成了他的后嗣。这也许是照着申25章5–6节而有的一个事例。